# STAND UP TO THE VICTORY 〜トゥ・ザ・ヴィクトリー〜
「STAND UP TO THE VICTORY 〜トゥ・ザ・ヴィクトリー〜」（スタンド・アップ・トゥ・ザ・ヴィクトリー トゥ・ザ・ヴィクトリー）は、川添智久の1枚目のシングル。1993年4月21日にキングレコードから発売された。

## 概要
LINDBERGの川添による初のソロシングルとなった本作は、テレビ朝日系「機動戦士Vガンダム」オープニングテーマとして使用された。カップリング「ROCK TRAINに飛び乗って」は、アルバム「RUN&RUN」からのリカット。

## 収録曲
全作曲：川添智久
1. STAND UP TO THE VICTORY 〜トゥ・ザ・ヴィクトリー〜
作詞：井荻隣・みかみ麗緒、編曲：川添智久・神長弘一・月光恵亮
2. ROCK TRAINに飛び乗って
作詞：川添智久、編曲：川添智久・Joey Carbone
3. STAND UP TO THE VICTORY ～トゥ・ザ・ヴィクトリー～ （inst.）

## レコーディング参加
- 川添智久 - ボーカル、ベース
  - 神長弘一 - ギター
  - 青山純 - ドラム

## 収録アルバム
| 曲名                                               | アルバム                    | 発売日        | 備考                  |
| -------------------------------------------------- | --------------------------- | ------------- | --------------------- |
| STAND UP TO THE VICTORY 〜トゥ・ザ・ヴィクトリー〜 | 『STAND UP TO THE VICTORY』 | 1993年7月21日 | 2ndオリジナルアルバム |